# 林玄植
林玄植（韓語：임현식，1945年12月31日—），韓國男演員，1969年MBC第一期公開招募演員。

## 演出作品

### 電視劇
- 1980年：MBC《田園日記》
- 1986年：MBC《一屋三姓人》
- 1992年：MBC《我們的天堂》
- 1992年：MBC《黎明的眼睛》飾演 黃誠哲
- 1998年：SBS《我心蕩漾》
- 1998年：SBS《銀實》
- 1999年：SBS《波濤》
- 1999年：MBC《醫道》飾演 林吾根
- 1999年：KBS《太陽上升月亮出來》
- 1999年：MBC《最後的戰爭》
- 1999年：SBS《我愛喬妹》
- 2000年：SBS《如雨水一樣》
- 2000年：SBS《好男好女》
- 2000年：SBS《菜鳥》飾演 那東寶
- 2001年：MBC《每天與你》
- 2001年：KBS《帥氣的朋友們2》
- 2001年：SBS《Eun Sili》
- 2001年：SBS《華麗的時代》
- 2001年：SBS《女王》
- 2002年：SBS《大望》飾演 杜二
- 2002年：MBC《正在戀愛中》
- 2002年：MBC《孟家的全盛時代》
- 2003年：SBS《All In》飾演 金植修
- 2003年：MBC《沙漠之泉》
- 2003年：MBC《因為一直愛著你》
- 2003年：MBC《茶母》
- 2003年：SBS《窈窕淑女》
- 2003年：MBC《大長今》飾演 姜德久
- 2004年：SBS《大小姐們》
- 2004年：MBC《英雄時代》
- 2004年：KBS《老處女日記》飾演 崔富錄
- 2005年：MBC《悲傷戀歌》
- 2005年：MBC《愛情餐歌》
- 2005年：SBS《薯童谣》飾演 脈度水
- 2006年：SBS《不良家族》飾演 張航九
- 2006年：KBS《逃亡者李斗英》飾演 金春賢
- 2006年：SBS《101次求婚》
- 2007年：MBC《文熙》
- 2007年：MBC《香丹傳》飾演 許浚
- 2007年：MBC《李祘》飾演 淫談書生
- 2007年：KBS《好女人白日紅》
- 2007年：MBC《倒紅酒的惡魔》飾演 張英感
- 2008年：MBC《life特別調查團》飾演 乞丐大叔
- 2008年：SBS《老千》飾演 平京長
- 2008年：KBS《快刀洪吉童》飾演 貪官
- 2008年：MBC《春子家有喜事了》
- 2008年：KBS《強敵們》
- 2009年：MBC《創造情缘》飾演 允碩朱
- 2009年：SBS《我的女友是九尾狐》飾演 祠廟的僧侶
- 2009年：SBS《不是誰都能愛》飾演 吳甲洙
- 2010年：SBS《大物》飾演 河奉圖
- 2010年：SBS《我是傳說》飾演 提供場地唱歌的社長
- 2010年：SBS《南瓜花純情》飾演 吳老頭
- 2011年：SBS《如果明日來臨》飾演 李貴南
- 2011年：MBC《夥伴》飾演 月兒的爺爺
- 2011年：MBC《階伯》飾演 燕文瑾
- 2012年：SBS《工薪族楚漢誌》飾演 劉邦父親
- 2012年：MBC《阿娘使道傳》飾演 死去的冤鬼
- 2012年：MBN《可疑的家族》飾演 天度海
- 2014年：JTBC《宥娜的街》飾演 金福添
- 2015年：SBS《我的心一閃一閃》飾演 金順道
- 2016年：SBS《大撲》飾演 南鬼怪
- 2017年：SBS《疑問的一勝》飾演 趙萬錫

### 電影
- 2000年：《我們離開都市》
- 2002年：《Tube》
- 2003年：《地鐵終結站》
- 2003年：《色即是空2笑女藏刀》
- 2004年：《Liar》
- 2004年：《阿騙正傳》
- 2005年：《雙胞胎》
- 2005年：《百萬煮夫大作戰》
- 2006年：《玩蛋倒數》
- 2006年：《堤防傳說》
- 2006年：《老處女日記》
- 2006年：《醜女大翻身》
- 2007年：《相遇的廣場》
- 2009年：《花心少爺俏冤家》
- 2013年：《未生前傳》
- 2017年：《秋天郵遞局》
- 2018年：《Be-Bop-A-Lula》

## 獲獎
- 1977年：MBC演技大賞 - 男子優秀演技獎
- 1987年：MBC演技大賞 - 男子優秀演技獎
- 1990年：MBC演技大賞 - 男子最優秀演技獎
- 1990年：百想藝術大賞 - 電視部門男子最優秀演技獎
- 2000年：MBC演技大賞 - 男子人氣獎
- 2002年：第39回儲蓄日副總理兼財政經濟部長官表彰
- 2003年：MBC演技大賞-男演員特別演技賞
- 2004年：SBS演技大賞 - 功勞獎